# هرم نفر ف رع
هرم نفر ف رع ، هو هرم غير مكتمل بني للملك المصري نفر ف رع من الأسرة الخامسة. هرم نفر ف رع غير المكتمل هو الهرم الثالث والأخير المبني على قطري أبو صير - وهو خط تصويري يربط أهرامات أبو صير بـ أون - من المقبرة، الواقعة جنوب غرب هرم نفر إر كارع كاكاي.
تم تحويل الهرم على عجل إلى مصطبة مربعة أو تل بدائي بعد موت نفر ف رع المبكر. في الفترة ما بين موته وتحنيطه، تم بناء معبد جنائزي مرتجل من الحجر الجيري، باتجاه الشمال والجنوب، على شريط من المنصة كان مخصصًا في الأصل لتغليف الهرم. من غير الواضح من الذي شيد هذه المرحلة الأولية من المعبد، على الرغم من وجود أختام من الطين وجدت في جواره تشير إلى أنه ربما كان الحاكم المؤقت شبسسكاف هو الذي أمر بذلك. في عهد ني أوسر رع، الأخ الأصغر لنفيرفر، تم توسيع المعبد مرتين. في المرحلة الثانية، تم بناء المعبد من الطوب اللبن، وتم تمديد المعبد بشكل كبير إلى الشرق، وأضيف ممر عرضي يؤدي إلى خمس غرف تخزين، وكذلك عشر مجلات تخزين من طابقين في الجانب الشمالي من المعبد، والأهم من ذلك، قاعة قاعة الأعمدة. كانت تحتوي على اثنين وعشرين أو أربعة وعشرين عمودًا خشبيًا، وكلها مفقودة، والعديد من التماثيل الحجرية والخشبية للحاكم، والتي تم العثور على أجزاء منها. يعتبر تمثال صغير من الحجر الجيري لنفر ف رع مهمًا بين هذه التماثيل، حيث يقدم شكلاً لم يكن معروفًا في السابق إلا من تمثال واحد لخفرع. تم التخلي عن العناصر المعتادة لقاعة المدخل، والفناء ذي الأعمدة، وخمسة معبد تماثيل متخصصة، على الرغم من إضافة قاعة المدخل والفناء ذي الأعمدة خلال المرحلة الثالثة من البناء.
جنوب شرق المعبد الجنائزي، تم الكشف عن مبنى كبير مستطيل من الطوب اللبن. تم الكشف عن هذا ليكون «ملاذ السكين»، مسلخ كان يستخدم في طقوس ذبح الحيوانات كقرابين لـ عبادة الموتى. تحتفظ برديات أبو صير بحدث حيث تم ذبح 130 ثورًا خلال مهرجان دام عشرة أيام. في عهد تيتي في الأسرة السادسة، كان المسلخ قد تم تبطينه وإيقاف تشغيله. توقفت العبادة الجنائزية للملك بعد عهد بيبي الثاني، لكنها أعيد إحياؤها لفترة وجيزة في الأسرة الثانية عشر. من المملكة المصرية الحديثة إلى القرن التاسع عشر، كان المبنى يزرع بشكل دوري من الحجر الجيري. على الرغم من ذلك، لا يزال المجمع أحد أفضل الأماكن المحفوظة في المملكة المصرية القديمة. عثر المنقبون في بنايته التحتية على شظايا تابوت أحمر جرانيت ومومياء نيفيرفر، الذي وجد أنه مات في سن حوالي عشرين إلى ثلاثة وعشرين عامًا. تم اكتشاف المصطبة قبر خنتكاوس الثالث، زوجة نفرفر على الأرجح، بالقرب من هرمه غير المكتمل في أبو صير. تم العثور على أجزاء من مومياء داخل البنية التحتية، والتي تم تحديد أنها تخص امرأة تبلغ من العمر عشرين عامًا. تم العثور على اسمها وألقابها في «بوغرافيتي»، بما في ذلك لقب «أم الملك». لم يتم العثور على هوية هذا الملك في كتابات قبرها، ولكن على الأرجح تشير إما إلى منكاو حور كايو أو شبسسكاف.

## الموقع والحفر

### الموقع

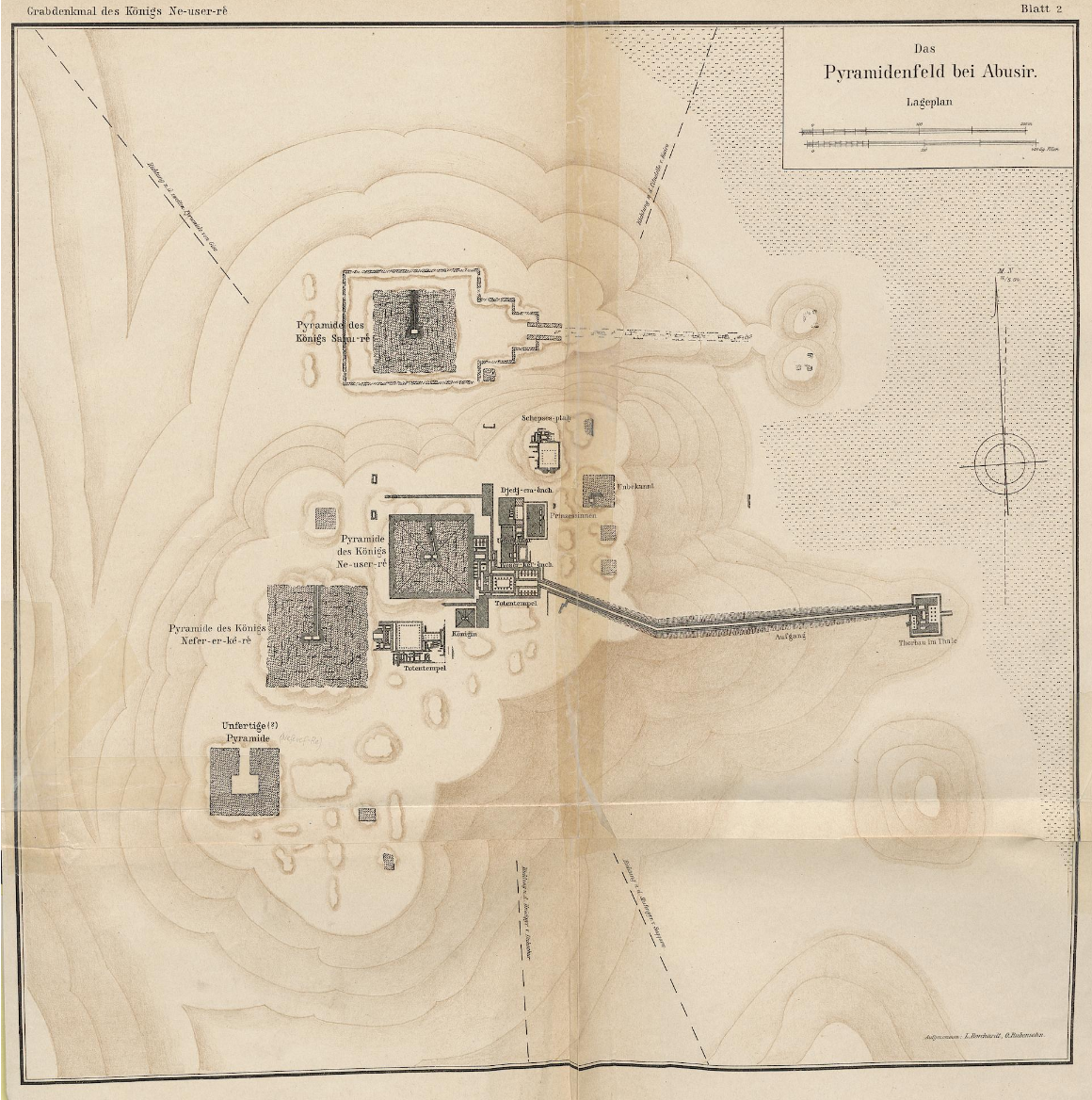
خريطة لأهرامات أبو صير ، رسمها لودفيج بورشاردت وأوتو روبينسون ، يُظهر المواقع، من الشمال إلى الجنوب، ساحورع ، ني أوسر رع ، نفر إر كارع ، وأهرام نفر ف رع غير المكتملة

يقع الهرم غير المكتمل جنوب غرب هرم نفر إر كارع  في مقبرة أبو صير، بين سقارة وهضبة الجيزة. وهي جالسة على قطري أبوصير، خط رمزي يلامس الزوايا الشمالية الغربية لأهرامات ساحورع، نفر إر كارع، ونفر ف رع، ويشير إلى أون («يونو»). إنه مشابه لقطر الجيزة الذي يتقارب مع نفس النقطة، باستثناء أن أهرامات الجيزة مرتبطة في أركانها الجنوبية الشرقية بدلاً من ذلك. يعطي تحديد موقع هرم نفيرفر دلالة على موقعه على نطاق زمني. باعتباره الهرم الثالث والأخير في خط قطري أبو صير، فإنه يترتب على ذلك أنه الثالث في تسلسل الخلافة بعد ساحورع ونفر إر كا رع. وبالمثل، فهي الأبعد من بين الثلاثة عن دلتا النيل، وبالتالي احتلت الموقع الأقل فائدة لنقل المواد. كتلة الحجر الجيري، اكتشفها إدوارد غزولي في قرية أبوصير في ثلاثينيات القرن الماضي، تصور نفر قارع مع قرينته، خنتكاوس الثانية، وابنه نفر ف رع الكبرى، إثبات التسلسل الزمني.

### الاستطلاعات المبكرة

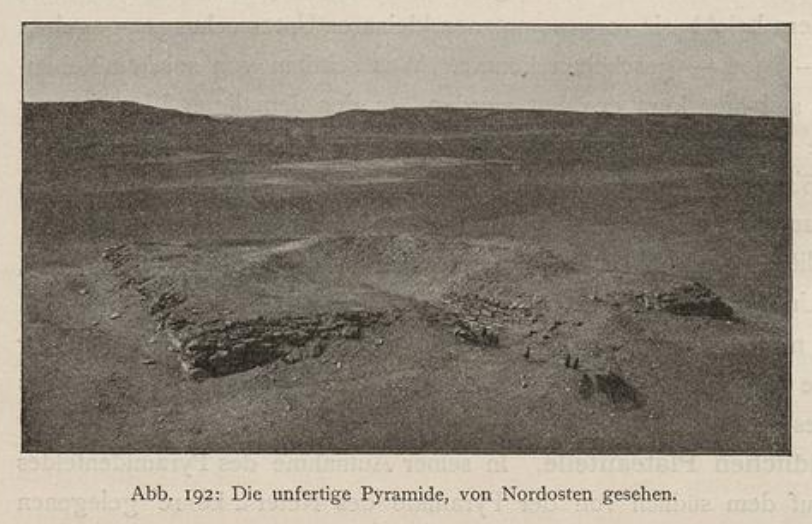
صورة بورشاردت لهرم نفر ف رع

تمت ملاحظة المبنى خلال الدراسات الأثرية المبكرة لـ مقبرة أبو صير، ولكن لم يخضع لتحقيق شامل. جون شاي بيرنج (1835  –  1837)، كارل ريتشارد ليبسيوس (1842  –  1846)، الذي صنف الآثار باسم «السادس والعشرون» في قائمة الأهرامات، جاك دي مورغان ولودفيج بورشاردت اهتم كل منهما بالمبنى بشكل محدود.
أجرى بورشاردت تنقيبًا تجريبيًا في الموقع، وحفر خندقًا في الخندق المفتوح الممتد من الوجه الشمالي للنصب التذكاري إلى مركزه. وتوقع أنه إذا كان القبر يعمل، فإنه سيواجه الممر المؤدي إلى حجرة الدفن. كانت لممرات البنية التحتية اتجاهات من الشمال إلى الجنوب تشير إلى نجم القطب، حيث اعتقد المصريون القدماء أن الفرعون سينضم إلى رع في السماء ويبقى في «المحيط السماوي» للجميع خلود. على النقيض من ذلك، كانت غرف الدفن والسابقة موجهة من الشرق إلى الغرب، والمومياء نفسها وُضعت مقابل الجدار الغربي مع توجيه رأسها إلى الشمال، لكنها تواجه الشرق. فشل الحفر التجريبي في العثور على الممر، مما دفع بورشاردت إلى استنتاج أن الهيكل ترك غير مكتمل وغير مستخدم. إما عن طريق الصدفة أو الخطأ، تخلى بورشاردت عن الحفر بينما ربما كان 1 م (3.3 قدم) بعيدًا عن اكتشاف بقايا الممر. نتيجة لقرار بورشاردت، ظلت وظيفة النصب وهوية صاحبه لغزًا لمدة سبعين عامًا. 

### الحفريات والاكتشافات بجامعة تشارلز
لم يكن التنازل النهائي للمالك عن جذع الهرم ممكنًا قبل السبعينيات. وقد نُسِبَت التكهنات إلى نفر ف رع، أو شبسسكاف ذو الحكم القصير، وكان يُعتقد أنه تم التخلي عن الهيكل قبل اكتماله، باستثناء إمكانية الدفن، وبالتالي عبادة الموتى. بدأ البحث المكثف عن الرفات في عام 1974، بواسطة الفريق التشيكي جامعة تشارلز في براغ. تم التعرف على المالك على أنه نفر ف رع من خلال نقش متصل واحد، مكتوب باللون الأسود على قالب مأخوذ من الممر. استمرت الحفريات الأثرية للفريق التشيكي طوال الثمانينيات، وتوقفت  في عام 1998.

## المجمع الجنائزي

### التخطيط
في المملكة القديمة تتكون المجمعات الجنائزية عادة من خمسة مكونات رئيسية: (1) معبد الوادي. (2) طريق. (3) معبد جنائزي؛ (4) هرم العبادة. و (5) الهرم الرئيسي.  يتكون مجمع نيفيرفر من هرم غير مكتمل، يتكون من خطوة واحدة تم تحويلها على عجل إلى تل،  ومعبد جنائزي تم بناؤه على ثلاث مراحل في عهد ني اوسر رع وربما شبسسكاف.  معبد الوادي والجسر وهرم العبادة لم يتم بناؤها. 

### الهرم الرئيسي

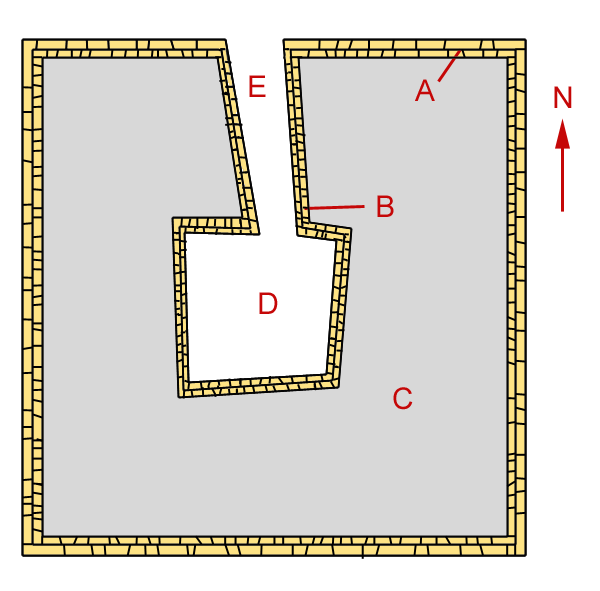
هيكل الخطوة الأساسية للهرم المفرد
A: الجدار الخارجي
B: الجدار الداخلي
C: ملء خطوة الهرم
D: حفرة لـ الغرف تحت الأرض
E: حفرة الدخول

خلقت حالة الهرم الفرصة لفحص تفصيلي لمنهجية البناء التي استخدمها بناة الأهرام في الخامسة والسادسة.   على وجه الخصوص، تمكن الفريق التشيكي من اختبار فرضية لبسيوس وبورشاردت لطبقة التراكم - الطريقة المستخدمة في الأسرة الثالثة  - لبناء أهرامات الأسرة الخامسة.  
بعد استكشاف مقبرة أبو صير في عام 1843، طور لبسيوس فرضية أن أهرامات أبو صير قد تم بناؤها من خلال وضع كتل حجرية بزاوية 75 درجة تقريبًا مقابل مغزل من الحجر الجيري المركزي على العمود الرأسي للهرم. المحور.  برر لبسيوس فرضيته بفكرة أنه سمح للفرعون بتوسيع قبره تدريجياً خلال فترة حكمه، ولكن إذا كان هذا هو الحال، فيجب أن يكون هناك علاقة بين مدة الملكية وحجم الهرم، ومع ذلك لا توجد مثل هذه العلاقة.  Borchardt ، الذي أعاد مسح الأهرامات بين 1902–08،  نشر النظرية أيضًا بعد اكتشاف ما كان يعتقد أنه طبقات تراكمية في هرم ساحورع.  نموذجه للداخل هيكل هرم ساحورع، المعروض في المتحف المصري بالقاهرة، وخططه المنشورة لأهرامات أبوصير، حصدت دعم واسع للفرضية.  قام علماء المصريات فيتو ماراجيوجليو وسيليست رينالدي بفحص العديد من أهرامات الأسرة الرابعة والخامسة. فشلوا في العثور على أي دليل يدعم طبقات التراكم، وبدلاً من ذلك وجدوا طبقات أفقية في هياكل الأهرامات التي زاروها، بما في ذلك أوسركاف وساحورع.  في الثمانينيات، استطاعت البعثة التشيكية Abusir  إجراء فحص شامل للبنية الداخلية لهرم نيفيرفر غير المكتمل.  لم تحتوي الخطوة المنفردة المكتملة على طبقات تراكمية،  وفي رأي ميروسلاف فيرنر، على الأرجح لم تكن أهرامات أبوصير الأخرى كذلك. 
في موقع الهرم، قام البناة بتسوية الأرض، واتخذت إجراءات بناء قاعدة الهرم.  تم حفر خندق مستطيل كبير باتجاه الشرق والغرب لتشكيل أساس الشقق الجنائزية بالهرم، وخندق عميق باتجاه الشمال والجنوب تم حفره لتشكيل الممر المؤدي إلى تلك الشقق.  ثم تم وضع طبقتين من كتل الحجر الجيري الضخمة على الموقع المعد، التي سيتم بناء الهيكل الفوقي للهرم عليها  بالتزامن مع البنية التحتية.  
تم تأطير وجوه الهرم بكتل ضخمة من الحجر الجيري الرمادي يصل حجمها إلى 5 أمتار (16 قدمًا) في 5.5 متر (18 قدمًا) في 1 متر (3.3 قدم) في الحجم. تم تأطير الغرف الداخلية والممر بالمثل، ولكن باستخدام كتل أصغر بكثير.  تم صنع الإطارات من خلال وضع أربع أو خمس طبقات أفقية من الحجر الجيري، بسماكة كل منها 1 متر (3.3 قدم)،  ومربوط باستخدام الطين ملاط، مع إيلاء اهتمام خاص لقشر الزاوية الحجارة.  تم بعد ذلك تعبئة قلب الهرم، بين الإطارين، بحشو الركام المكون من رقائق الحجر الجيري والرمل وشظايا الفخار والطين.   تم إكمال الخطوة الأدنى فقط من هرم نفر ف رع،  قبل التحول السريع إلى مصطبة مربعة أو تل بدائي - كما يوحي اسمها، «إيات» (تل)، الموجود في برديات أبو صير  - تم إجراؤه لاستيعاب جنازته.   الخطوة الواحدة، التي يبلغ ارتفاعها حوالي 7 أمتار (23 قدمًا؛ 13 قدمًا مكعبًا)، محاطًا بكتل من الحجر الجيري الأبيض الملبس تقريبًا طرة منحدر عند 78 درجة تقريبًا.  فوق سقف الغرفة، تم بناء شرفة سقف مسطحة ثم تغطيتها بطبقة رقيقة من الطين والحصى، لاستكمال النصب التذكاري.  استغرقت تجهيزات الدفن، بما في ذلك طقوس التحنيط، سبعين يومًا على الأقل. لذلك كان استكمال الهرم، وهو مشروع استغرق سنوات حتى نهايته، مستحيلاً. 
وهكذا تم بناء أهرامات أبو صير بطريقة مختلفة جذريًا عن تلك التي كانت في السلالات السابقة.  كانت طريقة البناء هذه، على الرغم من أنها تستغرق وقتًا أقل واستهلاكًا أقل للموارد، مهملة وغير مستقرة، وكان المقصود منها أن الغلاف الخارجي فقط تم إنشاؤه باستخدام الحجر الجيري عالي الجودة.  بعد تجريد غلافها الثمين، تعرضت نوى ها لمزيد من الدمار البشري والتآكل الطبيعي، تاركة أهرامات أبو صير تلال مدمرة عديمة الشكل. 

### البنية التحتية

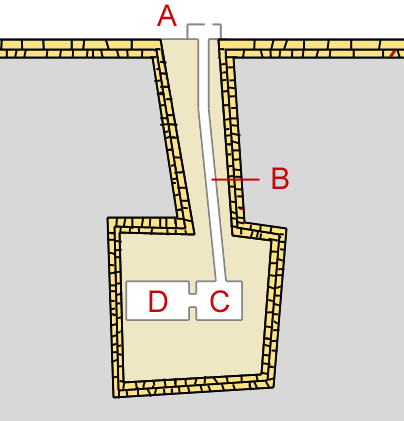
البنية التحتية للهرم
A: الدخول
B: ممر الوصول
C: غرفة الانتظار
D: حجرة الدفن

تم الوصول إلى البنية التحتية للهرم من فوق مستوى سطح الأرض بقليل في منتصف الجانب الشمالي للهرم. أدى ممر منحدر قليلاً إلى الجنوب الشرقي إلى الشقق الجنائزية. تم تعزيز الممر بالجرانيت الأحمر بالقرب من نهايته، وحراسته من الجرانيت الأحمر باب منزلق. في منتصف الممر كان هناك إجراء أمني إضافي على شكل حاجز ضخم من الجرانيت الأحمر المتشابك «الفك [-مثل]». لم يتم التحقق من وجود حاجز من هذا النوع في أي مبنى آخر، ولكن يبدو أنه تم تضمينه بسبب عدم وجود حماية للمقبرة من الأعلى. ينتهي الممر عند غرفة انتظار، مع حجرة دفن تقع في الغرب. تم توجيه الغرف على طول المحور الشرقي الغربي وكانت كل شقة مغطاة في الأصل بسقف من الحجر الجيري الأبيض الناعم جملوني. لقد تضررت بشدة من قبل لصوص الحجارة الذين كانوا يحجرون المحاجر داخل الهرم والذين كان لديهم سهولة الوصول إلى الغرف من شرفة السطح حيث حفروا حفرة وأقاموا ورشة. من المحتمل أن يكون الهرم قد تعرض للنهب في الفترة الانتقالية الأولى، ثم تم التنقيب عن الحجر بشكل دوري من المملكة الحديثة حتى القرن التاسع عشر. 
على الرغم من الدمار الذي أحدثه لصوص الحجارة، فقد تم الحفاظ على بقايا الدفن. داخل شظايا الأساس من الجرانيت الأحمر التابوت الحجري، تم العثور على قطع من أربعة مرمر أواني كانوبية، وحاويات قربان من المرمر، ومومياء جزئية.  كان التابوت مغطى بغطاء محدب بقطع نهائية مستطيلة، وله جدران جسم سماكة 35 سـم (1 قدم 2 بوصة) ، وطوله لا يزيد عن 2.7 م (8.9 قدم). إن بناء الجرانيت الأحمر جدير بالملاحظة، لأن توابيت الأسرة الخامسة كانت مصنوعة عادةً من جرواق. يشير هذا إلى أن تابوت نيفيرفر كان على الأرجح حلاً طارئًا.  تم التعرف على بقايا المومياء على أنها تخص رجل يبلغ من العمر عشرين إلى ثلاثة وعشرين عامًا، ربما نيفيرفر.  تحتوي الكتل الموجودة فوق السقف الجملوني بانتظام أيضًا على نقش مكتوب عليه 'حت نفر ف رع' تقريبًا «منطقة دفن نفر ف رع».  في نهاية الممر، تم الكشف عن كتلة بتاريخ `` rnpt sp tpy ، ꜣbd 4 ꜣḫt  ، المقابلة للسنة الأولى أو الثانية من حكم نفر ف رع ، أو بافتراض إجراء تعداد كل سنتين ثم نظريًا عام ثالث ، وقبل فترة وجيزة توقف عملية بناء الهرم. 

### المعبد الجنائزي

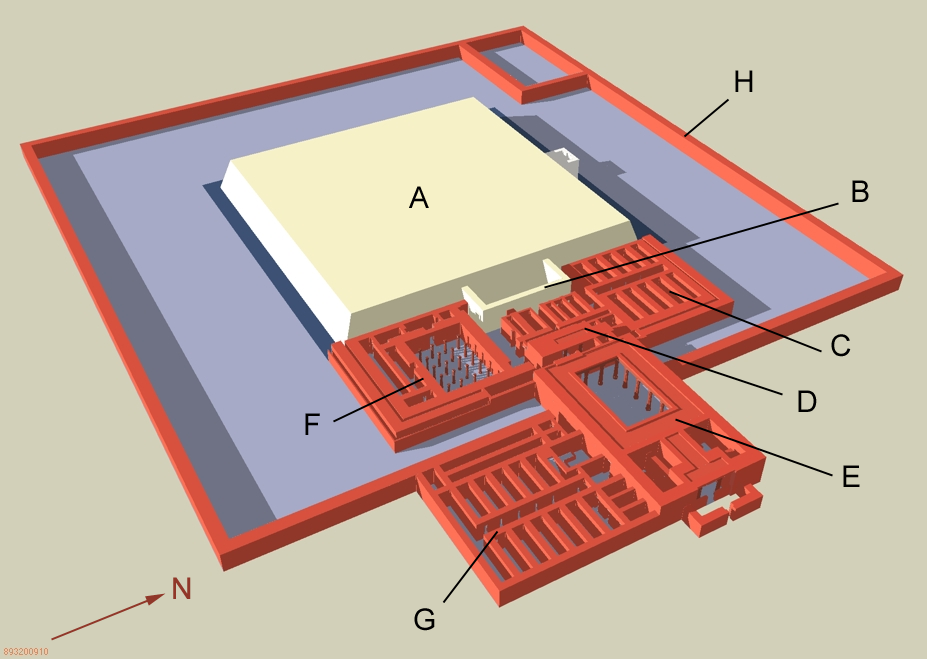
إعادة بناء المجمع بعد التحويل من الهرم إلى مصطبة وإكمال الهياكل الطقسية
A: جذع الهرم
B: المعبد الداخلي
C: مجلات التخزين
D: المعبد الجنائزي
E: الفناء ذي الأعمدة
F: قاعة قاعة الأعمدة
G: ملاذ السكين
H: جدار محيط

في نهاية السبعينيات ، مع وجود أدلة مكتوبة تدعم وجودها وفرضية عمل مفادها أن القبر كان يعمل ، أجرى الفريق التشيكي بحثًا عن المعبد الجنائزي لهرم نيفيرفر غير المكتمل. كشف مسح مقياس مغناطيسي لسهل رملي على الجانب الشرقي من الهرم عن مبنى كبير من الطوب اللبن على شكل حرف T مدفون تحت الرمال. تم التأكد من أن المبنى هو المعبد الجنائزي في الحفريات اللاحقة. 

#### المرحلة الأولى
وفقًا لفيرنر ، لم يكن الوقت المطلوب لترتيبات الدفن كافياً لأي شيء أكثر من مجرد بناء عبادة مرتجل صغير ليتم استكماله.    تم بناء هذا على شريط عريض من منصة الحجر الجيري 5 م (16 قدم) ، تم الاحتفاظ به في الأصل لغلاف الحجر الجيري الأبيض الناعم للهرم.  كان للمعبد تصميم بسيط ، مع اتجاه غير عادي على طول المحور الشمالي الجنوبي ،  وتم بناؤه من الحجر الجيري الأبيض الناعم.   كان مدخله الوحيد عبارة عن درج منخفض على جانبه الجنوبي ، يؤدي مباشرة إلى دهليز.  هنا ، قام الكهنة بطقوس التطهير قبل الدخول ، كما يتضح من حوض أرضي صغير.   يتكون المعبد المتبقي ثلاث غرف.  كانت قاعة القرابين الأكبر والأكثر أهمية ، والتي تحتوي على باب مزيف من الجرانيت الأحمر ومذبح قرابين.   لا أثر للباب الزائف ولم يتبق سوى انطباع من المذبح.  تحت رصيف القاعة تم العثور على منة ورؤوس ثور وطائر وأواني فخارية مصغرة ذات أغطية طينية رمادية وعروض أخرى.   كان بجوار جانبي القاعة غرفتان طويلتان ضيقتان ، يفترض فيرنر أنه ربما استضاف القوارب الجنائزية.  من غير الواضح الذي أنهى المعبد بعد وفاة نفيرفر ، ولكن تم اكتشاف اثنين من الأختام الطينية التي تحمل اسم حورس شيبسيسكير ، سيكيمكاو ، في المنطقة المجاورة مما يشير إلى أنه ربما يكون قد تم تكليفه به.  

#### المرحلة الثانية
في المرحلة الثانية من البناء ، في عهد شقيق نفر ف رع الأصغر ،   ني أوسر رع ، تم تمديد المعبد بشكل كبير على طوله الطول الكامل.  شيدت في الغالب من الطوب اللبن ، - بديل أرخص وأقل متانة للحجر الجيري   - كان له تصميم فريد.  تأثر المهندس المعماري بشكل واضح بمأزق بناء معبد ملكي أمام هيكل غير قياسي وغير هرمي قبر ملكي يكسر العرف والارتجال.  احتفظ بالاتجاه الشمالي الجنوبي ،  لكنه نقل المدخل إلى المركز للواجهة الشرقية ، تحت رواق مزين بعمودين من أحجار اللوتس البيضاء من الحجر الجيري.   كانت هذه الأعمدة تدعم العمارة ، والتي عليها تم بناء شرفة على السطح بأرضية خشبية. 
عادةً ما يشتمل المعبد على قاعة مدخل ، وفناء مفتوح ، وكنيسة صغيرة ذات خمسة تماثيل ، ولكن تم التخلي عنها.  بدلاً من ذلك ، خلف المدخل ، أدى ممر عرضي إلى خمسة أماكن للتخزين المجلات ،  التي تحتوي على معدات للعبادة الجنائزية ، و - بعد حريق طفيف ألحق أضرارًا بالشمال  / غربي  معبد - تم إعادة تصميم أحدهما لاستيعاب طقوس دفن زورقي عبادة خشبيين تالفين ، على ما يبدو مزينًا بألفي خرز من العقيق.   احتوى القطاع الشمالي من المعبد على عشر مجلات تخزين من طابقين ، مرتبة في صفين من خمس غرف مقابل بعضها البعض ، ويمكن الوصول إليها جميعًا من ممر واحد.   يعكس ترتيبهم الخمسة 'phyle s' للكهنوت الذي حافظ على العبادة الجنائزية. 

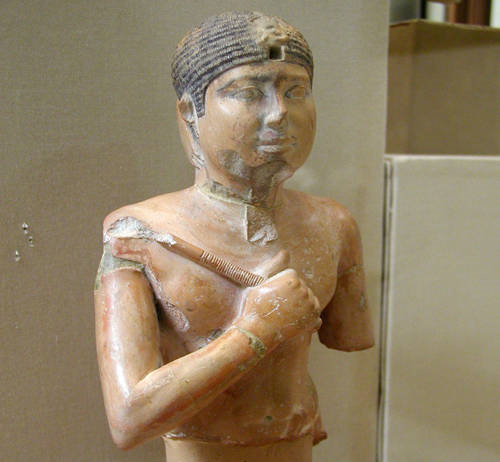
تمثال من الحجر الجيري لنفر ف رع من قاعة الأعمدة للمعبد الجنائزي

داخل مجلات التخزين ، تم اكتشاف مجموعات مهمة من البردي ، والتي تشكل أرشيف معبد أبو صير الثالث.   توفر هذه ثروة المعلومات المتعلقة بالتشغيل اليومي للعبادة الجنائزية والحياة في مجمعات هرم أبو صير.  إلى جانب البرديات ، فريت الألواح - تصور الآلهة والملك ، جنبًا إلى جنب مع الذهب كما تم اكتشاف نقوش هيروغليفية مغطاة بأوراق الشجر - قيشاني زخارف وأواني حجرية - مختلفة من الديوريت، المرمر ، الجابرو، الحجر الجيري والبازلت - سكاكين الصوان وبقايا أخرى.   من الأمور المهمة بشكل خاص لعلماء المصريات استعادة كمية كبيرة من الأختام الطينية التي تحمل أسماء الملوك والمسؤولين والمعابد والقصور ، والآلهة والتفاصيل الأخرى ، والتي توفر عددًا كبيرًا من المعلومات حول التنظيم الإداري والاقتصادي في المملكة القديمة. 
تم اكتشاف أهم اكتشاف معماري في المعبد الجنوبي ، حيث تحت ما يقرب من 4 م (13 قدم) من الرمل ، قاعة طويلة من الأعمدة تتجه نحو الشرق والغرب وتضم ستة وعشرين تم الكشف عن أعمدة اللوتس الخشبية ، المرتبة في أربعة صفوف من خمسة أعمدة.    يذكر فيرنر أن هذا كان أول اكتشاف لقاعة أعمدة من مصر القديمة ، والتي وصفها بأنها «غير متوقعة على الإطلاق». كانت أرضيته مرصوفة بالطين ، الذي حمل قواعد الحجر الجيري للأعمدة الخشبية - لم يتم حفظ أي منها بخلاف شظايا من الجص والطلاء متعدد الألوان - التي دعمت تقريبًا 4 م (13 قدم) سقف خشبي مرتفع.  السقف لم يدوم ،  لكن البقايا تشير إلى أنه كان أزرقًا مع نجوم ذهبية مطلية.  داخل القاعة ، تم العثور على العديد من شظايا التماثيل - الديوريت والبازلت والحجر الجيري والأحمر الكوارتزيت والخشب - من نيفرفر ، وست صور كاملة.  كانت التماثيل الحجرية بين 35 سـم (1 قدم 2 بوصة) و 80 سـم (2 قدم 7 بوصة) طولا.  أحد هذه التماثيل يمثل نفرفر جالسًا على عرشه مع صولجان `` hedj  ممسكًا بصدره ، والصل (في الأصل) على رأسه ، وبجناحي ممتدة لحورس يحميها من الخلف.  سابقًا ، هذا كان من المعروف أن الزخرفة موجودة فقط من تمثال ديوريت واحد لخفرع تم استعادته من معبد الوادي في الجيزة.  شظايا تماثيل خشبية بالحجم الطبيعي لنفيرفر وتماثيل خشبية أصغر تم العثور أيضًا على أعداء مصر المقيدين والركعين (الآسيويين والليبيين والنوبيين). 

#### المرحلة الثالثة
خلال حكم نيوسير ، تم إجراء إعادة بناء أخرى للمعبد. تم توسيعه باتجاه الشرق ، وأضيف فناء مفتوح بأعمدة ، وقاعة مدخل ومدخل جديد بأعمدة. يزين المدخل الجديد زوج من الأعمدة المصنوعة من الحجر الجيري على شكل أوراق البردي ، في حين أن 22 أو 24 عمودًا خشبيًا دائريًا ، ربما تقلد أشجار النخيل ، تزين الفناء ذي الأعمدة.   لم يتم الحفاظ على أي أثر لمذبح الحجر / المرمر ، الموجود عادة في الركن الشمالي الغربي من الفناء.  حصل المعبد على مخطط الأرض المعتاد على شكل حرف T في عملية إعادة الهيكلة.  في عهد جد كا رع ، أصبح الفناء ذو الأعمدة يستضيف مساكن مبسطة من الطوب للكهنة من العبادة ، الذين كانوا نشطين حتى عهد بيبي الثاني في نهاية الأسرة السادسة ، عندما تم التخلي عن المعبد ، وأيضًا لفترة وجيزة في الأسرة الثانية عشر ، عندما تم إحياء العبادة.  

### ملاذ السكين
تم الكشف عن جنوب شرق المعبد الجنائزي ، وهو مبنى مستطيل الشكل من الطوب اللبن باتجاه الشمال والجنوب ، تم بناؤه على مرحلتين.   كان المبنى بمثابة مسلخ طقسي في خدمة العبادة الجنائزية.   أوراق البرديات في أرشيف المعبد ونقوش الأوعية تحددها على أنها «ملاذ السكين»، واحتفظ بحدث تم فيه ذبح 130 ثورًا في المسلخ خلال مهرجان استمر عشرة أيام.  
كان للمجزر مدخل واحد واسع في جانبه الشمالي يتم من خلاله رعي الماشية والماعز والغزال والحيوانات الأخرى بداخله.  في الشمال الغربي من المبنى كان هناك مسلخ مفتوح ، وفي الشمال الشرقي مجزرة حيث تم تحضير اللحوم.  كان هناك أيضًا درج يصل إلى السطح ، والذي ربما كان يستخدم لتجفيف اللحوم .  المسلخ المتبقي كانت مشغولة بغرف التخزين ،  التي أصبحت منطقة التشغيل الوحيدة للمبنى بعد المرحلة الثالثة من بناء المعبد.  تم إيقاف تشغيل المسلخ بالكامل وتجميده في عهد تيتي، في بداية الأسرة السادسة.  تم اكتشاف مقبرة المملكة الوسطى في مجزر ينتمي إلى أحدب - بسبب السل الشديد في العظم - رجل يدعى خويانخ ، والذي كان قد خدم كواحد من آخر نقب ts الخاصة بالعبادة الجنائزية. 

### الجدار المحيط
كان الهرم والمعبد الجنائزي غير المكتمل محاطًا بجدار ضخم من الطوب ، ومُقوى بأحجار من الحجر الجيري في أركانه.

## قبر الزوجة التخمينية
تم اكتشاف مقبرة خنتكاوس الثالثة ، زوجة نفر ف رع، بالقرب من هرمه غير المكتمل في أبو صير. تم دفنها في مصطبة بطول 16.12 متر (52.9 قدم ؛ 30.76 متر مكعب) وعرضها 10.70 متر (35.1 قدم ؛ 20.42 متر مكعب) مع الاحتفاظ بالبناء حتى ارتفاع 3.30 متر (10.8 قدم ؛ 6.30 متر مكعب)  كانت البنية الفوقية للمصطبة في الأساس يتكون من الحجر الجيري الأصفر والرمادي المستخرج محليًا ، مع لب من الطوب اللبن ، وحطام الحجر الجيري ، والفخار. تم تغليف هذا الحجر الجيري الأبيض غير المصقول ذي الجودة الرديئة مما يشير إلى أنه تم التخلي عن البناء قبل الانتهاء.
بنيت في البنية الفوقية عبارة عن كنيسة قرابين تحتوي على عمود عمودي يؤدي إلى البنية التحتية للمقبرة وغرفة الدفن. تم العثور على أجزاء من مومياء من العمود ، التي كشف التحليل الأنثروبولوجي أنها تنتمي إلى أنثى تبلغ من العمر عشرين عامًا. تم العثور على اسمها وألقابها مسجلة في «بوغرافيتي»، وتضمنت لقب «أم الملك». على الرغم من عدم العثور على هوية طفلها مسجلة بين نقوش القبر ، فمن المحتمل أن يكون الملك يشار إليها إما منكاو حور كايو أو شبسسكاف.

## التاريخ اللاحق
في عصر المملكة الحديثة ، كان المعبد الجنائزي عرضة للتفكيك من المحاجر لمشاريع جديدة. تأثرت المرحلة الأولى من بناء الحجر الجيري الأبيض من المعبد بشكل خاص بهذه الهجمات. في قاعة الأعمدة ، تم بناء منحدر من الطوب اللبن بواسطة لصوص الحجارة الذين تركوا وراءهم أوانيًا وزجاجًا لونيًا يعود تاريخها جميعًا إلى عصر الدولة الحديثة. في نفس الوقت تقريبًا ، تشكلت مقبرة حول آثار أبوصير تحتوي على توابيت خشبية خام لعامة الناس ، الذين استنتجوا على ما يبدو أن الظل من الأهرامات أفضل مكان للراحة الأخيرة. ظلت المقبرة نشطة في الفترة الرومانية. تم تفكيك آثار أبوصير أيضًا في هذا الوقت ، حيث تم البحث عن الحجر الجيري الخاص بهم في إنتاج الجير. تم العثور على آثار لهذا النشاط في معبد نفيرفر ، لا سيما في الممر والشقق الجنائزية قطعتا كتل من الحجر الجيري من الركن الشمالي الشرقي للهرم نقوشًا عربية. عليها ، على الأرجح من تأليف عامة المارة. كُتبت النقوش باللغة الكوفية، وسطر واحد في كوفيسك، يرجع تاريخه إلى القرنين التاسع والعاشر الميلادي. لصالح من نصب نفيرفر ، حالته ثبطت سارقي القبور عن نهب الهرم ، مما سمح له بالبقاء أحد أفضل المجمعات المحفوظة في المملكة القديمة.